# Фахтна из Роскарбери
Фахтна (умер ок. 600 года) — святой из Росскарбери, известный также как Фаханан, основатель монастыря в Росскарбери, иначе Рос Айлитир (Ros Ailithir), графство Корк. День памяти — 13 августа.

## Житие
К концу VI века святой Фахтна основал монастырь и школу в районе, ныне известном как Росскарбери. Его монастырь стал главным монастырем западного Корка, а позже в нем располагалась знаменитая школа Священного писания, известная как школа Росса. Святой Брендан, мореплаватель, преподавал в этой школе, которая была переполнена учениками со всех стран. Она процветала в течение трехсот лет и в той или иной форме просуществовала до прихода норманнов в Ирландию. Это был духовный центр, из которого развилась епархия Росса.
Фахтна, родившийся в местечке под названием Тулахтианн, был одним из учеников святой Иты. Говорят, что Фахтна излечился от болезни своих глаз, омывая их в молоке матери святой Мохоемок, сестры святой Иты. Затем он учился в школе святого Финбарра в Лох-Ирсе (Гуган-Барра). Прежде чем основать монашескую школу Росса, он основал монастырь Молана на острове Блэквотера, недалеко от Югала.
В некоторых латинских документах его называют  Fachtna Facundus (Фахтна Красноречивый) и даже упоминают как Sanctus Facundus. В ирландских записях его обычно называют Мак Монгах (Волосатый ребенок), потому что сообщалось, что он родился с головой, покрытой волосами. Интерпретация этой фразы Джеймсом Ашером и другими как означающая "Сын Монгаха" была отвергнута Мервином Арчдаллом.[3]
Описание святого Фахтны в поэме Куимина оф Коннора о характерных добродетелях ирландских святых таково:
Fachtna, the generous and steadfast, loved
To instruct the crowds in concert,
He never spoke that which was mean,
Nor aught but what was pleasing to his Lord.

## Почитание
Днем памяти святого было 14 августа, но, поскольку в общеримском календаре эта дата теперь занята днём памяти святого Максимилиана Кольбе, святого Фахтну теперь почитают, даже в епархии Росс, 13 августа.

## Покровительство
Святой Фахтна является покровителем епархии Росса, где в его часть освящён кафедральный собор.